# مامامرگ
مامامرگ یا مامای مرگ (به انگلیسی: death midwife, death doula) کسی است که فرایندهایِ مربوط به مرگ و عزاداری‌های پس از آن را تسهیل می‌کند. مانند یک ماما در هنگامِ تسهیلِ فرایندِ زایمان. این نقش را با نام‌های «مامای پایان زندگی»، «راهنمای پایان زندگی»، «راهنمای تشییع‌جنازه خانگی» و «راهنمای مجلس ختم» هم می‌شناسند.
این شخصیت اغلب نقشی مبتنی بر جامعه است و هدفش یاری به خانواده‌ها برای خو با مرگ از طریق شناخت آن به عنوان بخش طبیعی و مهم زندگی است. نقشِ مامامرگ می‌تواند مکمل و فراتر از آسایشگاه باشد. مامامرگان، خدمات متنوعی مانندِ ایجاد برنامه‌های مرگ، حمایت معنوی و روانی و اجتماعی، پیش و بلافاصله پس از مرگ را به مشتریان خود ارائه می‌کنند. همچنین نقش آن‌ها می‌تواند شامل فعالیت‌های لجستیکیِ بیشتر مانند برنامه‌ریزی مراسم ترحیم و مراسم یادبود و راهنمایی عزاداران در حقوق و مسئولیت‌هایشان باشد.
این رشته شاهد افزایش قابل توجهی در سازمان‌های آموزشی در راستای آگاه‌سازیِ بیمارستان‌ها و افراد است. این مسئله برای تمامی کشورها صادق نیست. در بسیاری از فرهنگ‌ها از همچین شخصی برای این اهداف استفاده نمی‌شود.

## تاریخچه
ظهور مامامرگ‌ها یک جنبش نسبتاً تازه است. برای مامامرگ‌ها به تقلید از برنامه‌های آزمایشی در مراقبت‌های بالینی، گواهینامه خصوصی صادر می‌شود. یکی از نخستین جنبش‌ها در سال ۲۰۰۰ در بیرون از نیویورک آغاز شد. این رخداد توسط مرکزِ Shira Ruskay، مرکز هیئت یهودی خدمات خانواده و کودکان و مرکز پزشکی NYU تأمین مالی شد. این برنامه در پایان، «ماما برای همراهی و آرامش» نامگذاری شد. داوطلبان در هر دو جنبهٔ بالینی و معنوی، آموزش‌هایی مانند پیچیدگی‌های مراقبت‌های بهداشتیِ پایان زندگی، مسائل جسمی مانند بی‌اختیاری و امید در مواجهه با مرگ و… را گذراندند.
اجرای بالینی اصلی و بعدی مامامرگی، در کمیته اخلاق بالینی و خدمات حمایتی و مراقبت تسکینیِ بیلور رخ داد. اعضای این بخش، پرستاران مراقبت تسکینی، کشیشان و درمانگران بودند و کوشیدند تا براساس تجربهٔ پیشین در نیویورک، فعالیت خود را انجام دهند.

## انگیزهٔ پیدایش این پدیده
بسیاری از کسانی که مامامرگ می‌شوند «داوطلبانی هستند که به شدت مشتاقِ ایمن‌کردن و آرام‌کردنِ فضا هستند.» ایشان افرادی دلسوز هستند که می‌خواهند از بیماران در مراحل پایانی زندگیِ خود حمایت کنند. یکی دیگر از دلایل جذب مردم به این رشته این است که «مامامرگان خواهان تماس و مشارکت با فرد هستند تا مطمئن شوند که کسی به تنهایی با این (فرایند مرگ) روبرو نمی‌شود». کسانی که تبدیل به مامامرگ می‌شوند، می‌خواهند به عنوان یک شخص ثالثِ بی‌طرف به خانواده و بیمار، در کل فرایند یاری برسانند. بیشتر نقش‌های مامامرگی عمدتاً داوطلبانه است. جزئیات بیشتری پیرامون چگونگی تأمین بودجه نقش آن‌ها در ادبیات علمی به خوبی تثبیت نشده‌است.